# Alfabeto meroitico

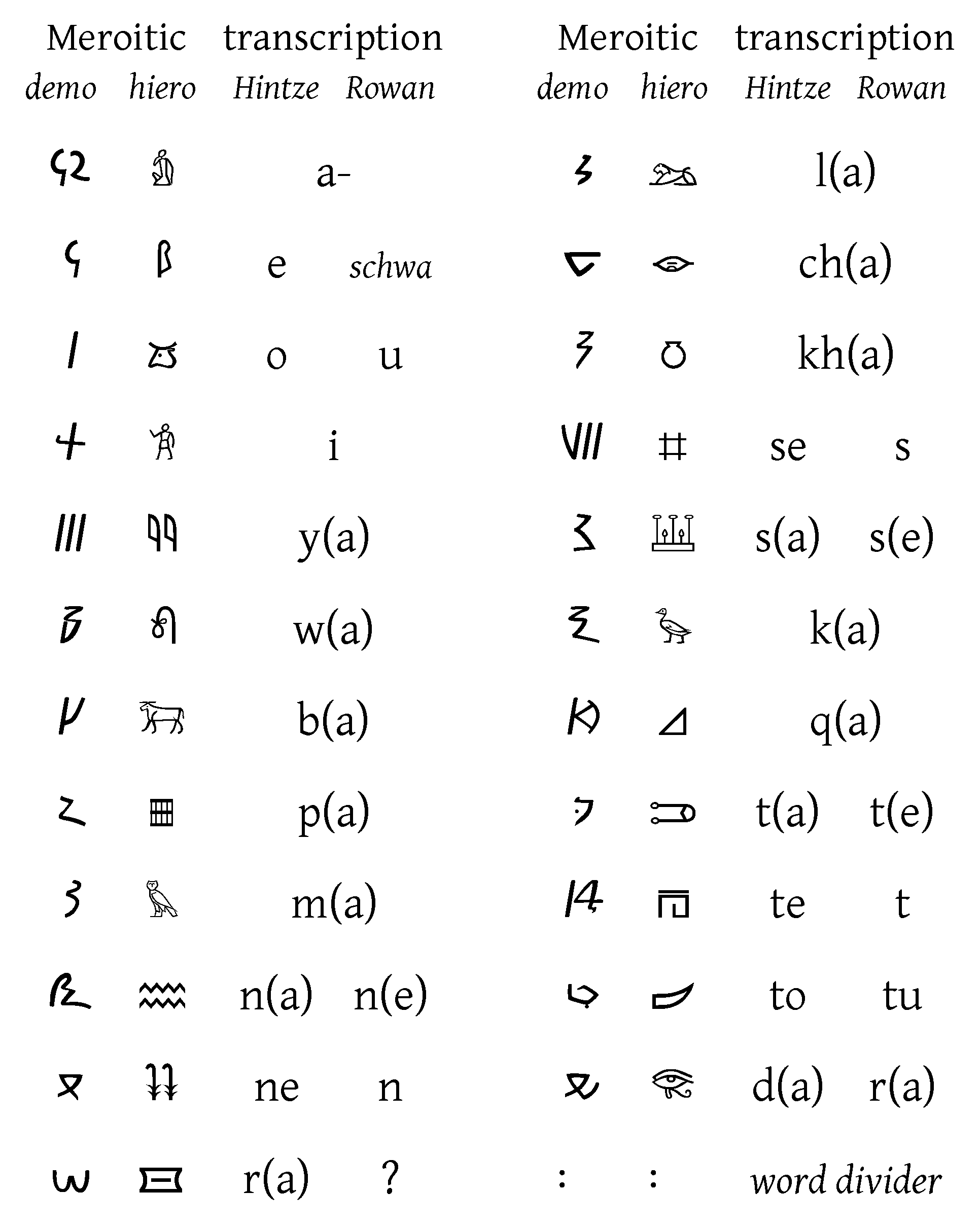
Alfabeto meroitico

L'alfabeto meroitico è un alfabeto di origine geroglifica e demotica che fu usato nel Regno di Meroë fino al 200 a.C. e che è alla base probabilmente della lingua nubiana antica in uso nei successivi regni Nubiani, poi riscritta in un onciale derivato dall'alfabeto greco che adottava tre degli antichi glifi meroitici.
Essendo sostanzialmente alfabetico, il meroitico si basava su un principio diverso dai geroglifici egizi. Alcuni studiosi, quali Haarmann, credono che l'alfabeto greco abbia avuto un ruolo essenziale in questo sviluppo, soprattutto perché il meroitico aveva lettere per le vocali; va comunque detto che le differenze di lettura con un alfabeto fonetico come il greco restavano notevoli.
Nonostante la struttura fonetica, la vocale /a/ veniva abitualmente inserita nelle sillabe, a meno che non fosse indicato un segno vocale diverso, e una consonante isolata era sempre indicata con la vocale /e/ (scevà) a seguire il segno. Pertanto, le due lettere me rappresentavano sia la sillaba /me/ che la consonante isolata /m/; la sillaba ma era scritta con una lettera, e mi con due. Altre sillabe avevano segni specifici. In questo senso, si tratta dunque di un alfabeto "semi-sillabico", vagamente simile alle scritture abugida indiane che si svilupparono grosso modo nello stesso periodo. Diverse consonanti in fine di sillaba, come /n/ e /s/, venivano spesso omesse.
C'erano 23 segni in totale. Questi includevano quattro vocali: 
- a (solo all'inizio di una parola; altrimenti /a/ veniva letta ancorché non presente), e (o scevà), i, o (o u);

14 consonanti (con una vocale /a/ a seguirle, se non precedevano un segno vocalico differente):
- y(a), w(a), b(a), p(a), m(a), n(a), r(a), l(a), ch(a) (probabilmente palatale, come ich in tedesco, o uvulare, come l'olandese dag), kh(a) (velare, come nel tedesco Bach), k(a), q(a), s(a) o sh(a), d(a);

e parecchie sillabe:
- ne o ny(a), se o s(a), te, to, t(a) o ti.

Alcune dispute si sono accese sul dubbio che la sillaba se rappresentasse una sillaba vera e propria o la consonante isolata /s/, magari per distinguere s da /ʃ/; allo stesso modo, si discute per valutare se  ne fosse una sillaba o rappresentasse la palatale /ɲ/; così, anche t avrebbe potuto essere una sillaba ti. È stato suggerito che l'uso di sillabe al posto di singole lettere per alcuni suoni abbia potuto essere dovuta al bisogno di rappresentare variazioni dialettiche all'interno di un unico documento alfabetico.
Vi erano due forme grafiche dell'alfabeto meroitico: una forma derivata dai geroglifici, principalmente usata per iscrizioni funerarie e monumenti, e una corsiva, derivata dal demotico. La gran parte dei testi è in quest'ultima forma.
A differenza della scrittura egizia, vi era una semplice corrispondenza parallela tra le due forme di scrittura, eccezion fatta per la forma corsiva, dove le consonanti erano spesso unite in una legatura alla seguente i.
La direzione della scrittura andava su righe da destra a sinistra, dal basso verso l'alto per il corsivo; per il geroglifico, la scrittura andava in colonne dall'alto verso il basso, da destra a sinistra. I testi incisi sui monumenti generalmente iniziavano nel verso del monumento, di modo che guardandolo di fronte si avesse l'inizio della scrittura.
Era anche diffuso un segno composto di tre punti allineati orizzontalmente o verticalmente, usato per dividere frasi o parole; si tratta dell'unico strumento di punteggiatura utilizzato.
L'uso del meroitico non è escluso sia stato diffuso anche nei regni nubiani dei secoli seguenti, dove potrebbe avere influenzato l'alfabeto copto con l'introduzione del Cristianesimo in Nubia nel VI secolo d.C.
L'alfabeto fu decifrato nel 1909 da Francis Llewellyn Griffith, un egittologo inglese.  Comunque, la lingua in sé non è ancora stata ben decifrata.